# Gervarrius Owens
Gervarrius Owens (Moore, Oklahoma, 14 de octubre de 1999) es un jugador profesional estadounidense de fútbol americano, se desempeña en la posición de safety en New York Giants, en la National Football League (NFL).

## Carrera
Fue seleccionado en la Reunión Anual de Selección de Jugadores de la NFL de 2023. Hizo su debut profesional con el equipo New York Giants, lleva jugando una temporada.